# María Concepción Marrero Valero
María Concepción Marrero Valero (Santa Cruz de Tenerife, 20 de octubre de 1955) es una mujer pionera del baloncesto femenino español.

## Biografía

### Trayectoria profesional
María Concepción, "Conchy", nació en Santa Cruz de Tenerife en 1955. Desde hace muchos años trabaja en el Cabildo Insular de Tenerife, en la secretaría del director insular de Cultura, José Luis Rivero, y el protocolo, relaciones externas y las actividades no artísticas del TEA 

### Trayectoria deportiva
Con 1,82 metros de estatura, no pasaba desapercibida en su colegio de La Asunción, en el que se jugaba únicamente al baloncesto y hbía mucha afición. Nadie la introdujo en ese deporte. Se encargaba de pasar los balones a las mayores antes de los partidos y en la rueda de calentamiento..
Empezó a jugar con 13 años en el equipo del colegio. No tenían entrenador y jugaban a su manera. Quedaron campeonas de España en juveniles con un equipo en el que siempre jugaban las mismas cinco, más una que lo hacía a ratos. Tras varios años jugando solamente en escolares en la Asunción, el colegio decidió iniciarse en la competición federada. Debutó en Primera División, en el equipo Tenerife Krystal, en su primera temporada 1976/1977, en la Primera División Nacional Femenina, entrenada por Antonia Gimeno.
El equipo pasó a llamarse Tenerife Coronas Light en la temporada 1982/1983. Estuvo entrenado por Felipe Antón y posteriormente por José Carlos Hernández. Ahí fueron subcampeonas de la Copa de la Reina. El equipo se llamó solo Coronas algún tiempo. En la temporada 1985/1986 pasó a llamarse ya CEPSA, con Paco Santamaría de entrenador.
Marrero jugó en la selección española, y en torneos amistosos y de preparación de campeonatos. Participó en el Europeo Junior de 1976, en Francia.
El 27/08/76 se creó el Equipo Krystal Tenerife, donde jugó como sénior, y su hermana Mercedes como Júnior. Tuvo 14 participaciones con la Selección Nacional.

### Clubes
- 1976/1977: Krystal Tenerife
- 1982/1983: Tenerife Coronas Light (mismo equipo con cambio de patrocinador).
- 1984/1985 : Coronas (otro cambio de nombre).
- 1985/1986: CEPSA (nuevamente cambia de nombre y patrocinador).

## Palmarés

### Campeonatos nacionales
| Título                        | Club                                                    | País   | Año  |
| ----------------------------- | ------------------------------------------------------- | ------ | ---- |
| Campeonato Cadete de Canarias | Colegio La Asunción (Asunción Fanta y Krystal Asunción) | España | 1975 |

## Premios y reconocimientos
- Aparece en el libro publicado por el Cabildo y el Gobierno Canario, de los 75 años de historia del baloncesto tinerfeño, publicado en noviembre de 2016. Ella y muchas compañeras de los equipos en los que militó estuvieron presentes en el acto de presentación del libro.[7]
- En 2015, en el Torneo Salvador Lecuona, hicieron homenaje al histórico equipo Tenerife Krystal, por su cercano 40 Aniversario.[3]